# Кунтечи
Кунтечи — село в Лаишевском районе Татарстана. Входит в состав Никольского сельского поселения.

## География
Находится в западной части Татарстана на расстоянии приблизительно 20 км по прямой на юг-юго-восток от Казани.

## История
Основано в период Казанского ханства. В 1887 году была открыта земская школа.

## Население
Постоянных жителей было: в 1782 — 157 (душ мужского пола), в 1884 — 1172, в 1859 — 842, в 1897 — 1355, в 1908 — 1378, в 1920 — 1403, в 1926 — 1405, в 1949 — 728, в 1958 — 827, в 1970 — 612, в 1979 — 392, в 1989 — 178, в 2002 — 129 (русские 90 %), 93 — в 2010.